# Lucilia eximia
Lucilia eximia este o specie de muște din genul Lucilia, familia Calliphoridae. A fost descrisă pentru prima dată de Christian Rudolph Wilhelm Wiedemann în anul 1819. Conform Catalogue of Life specia Lucilia eximia nu are subspecii cunoscute.